# سنط مشواك

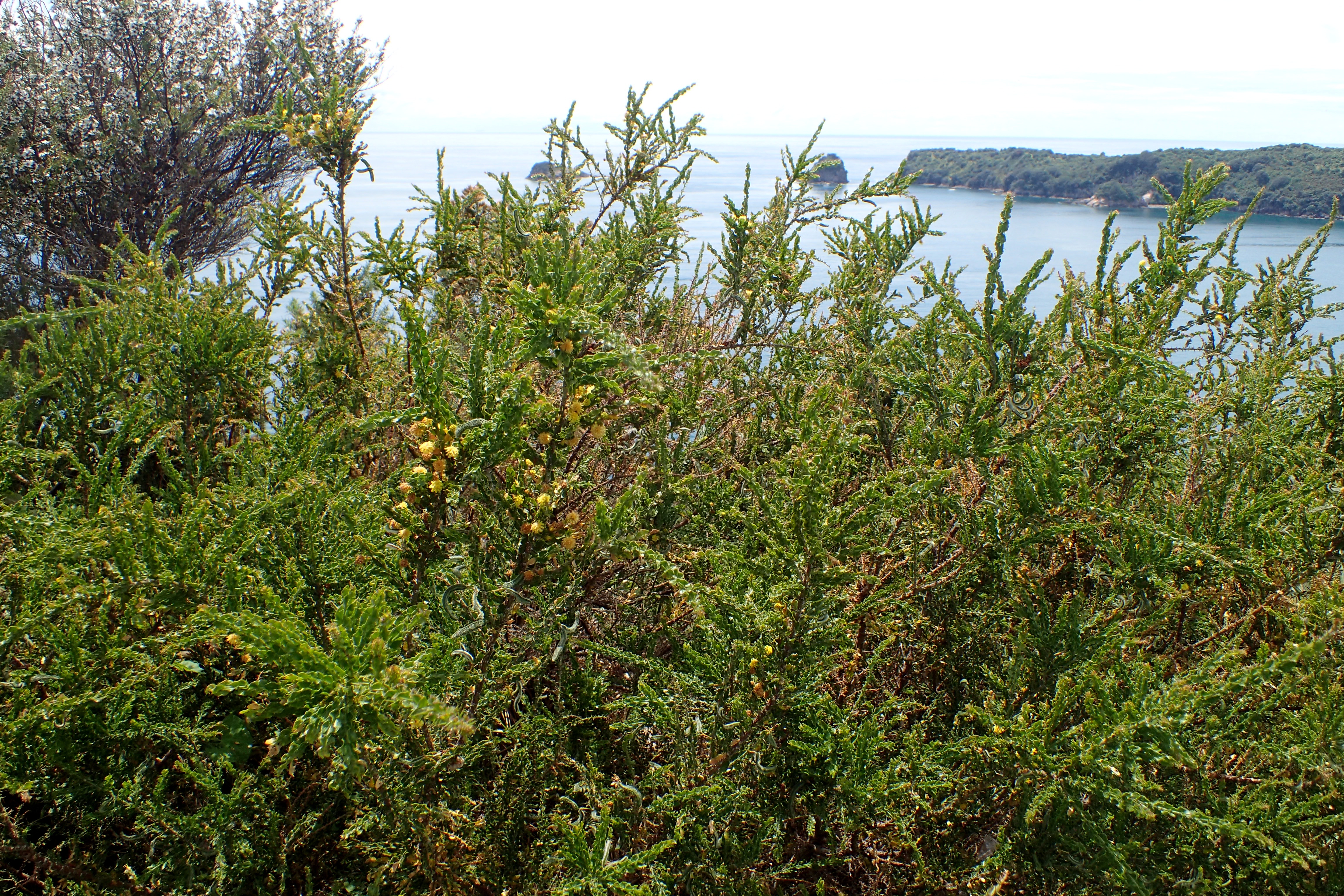

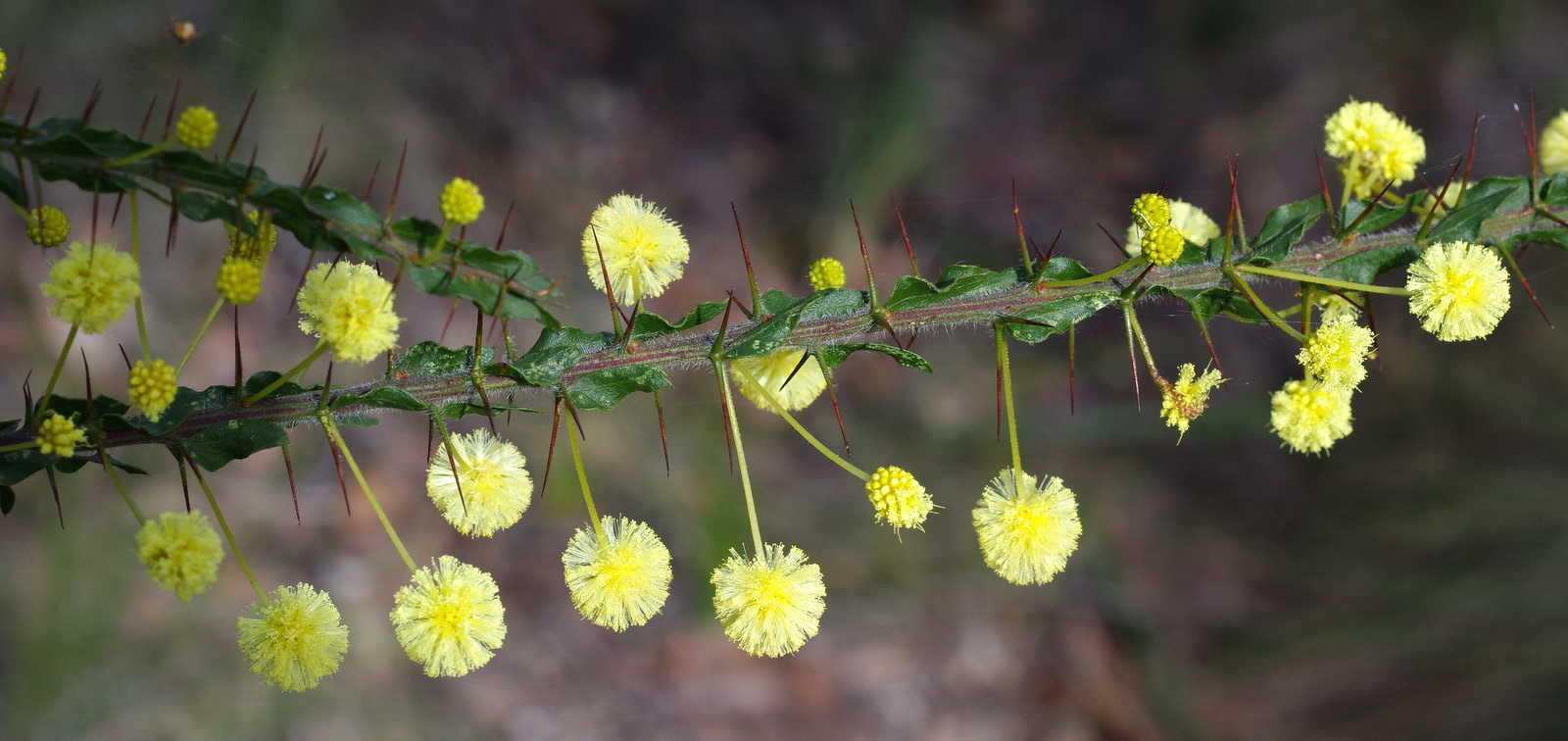

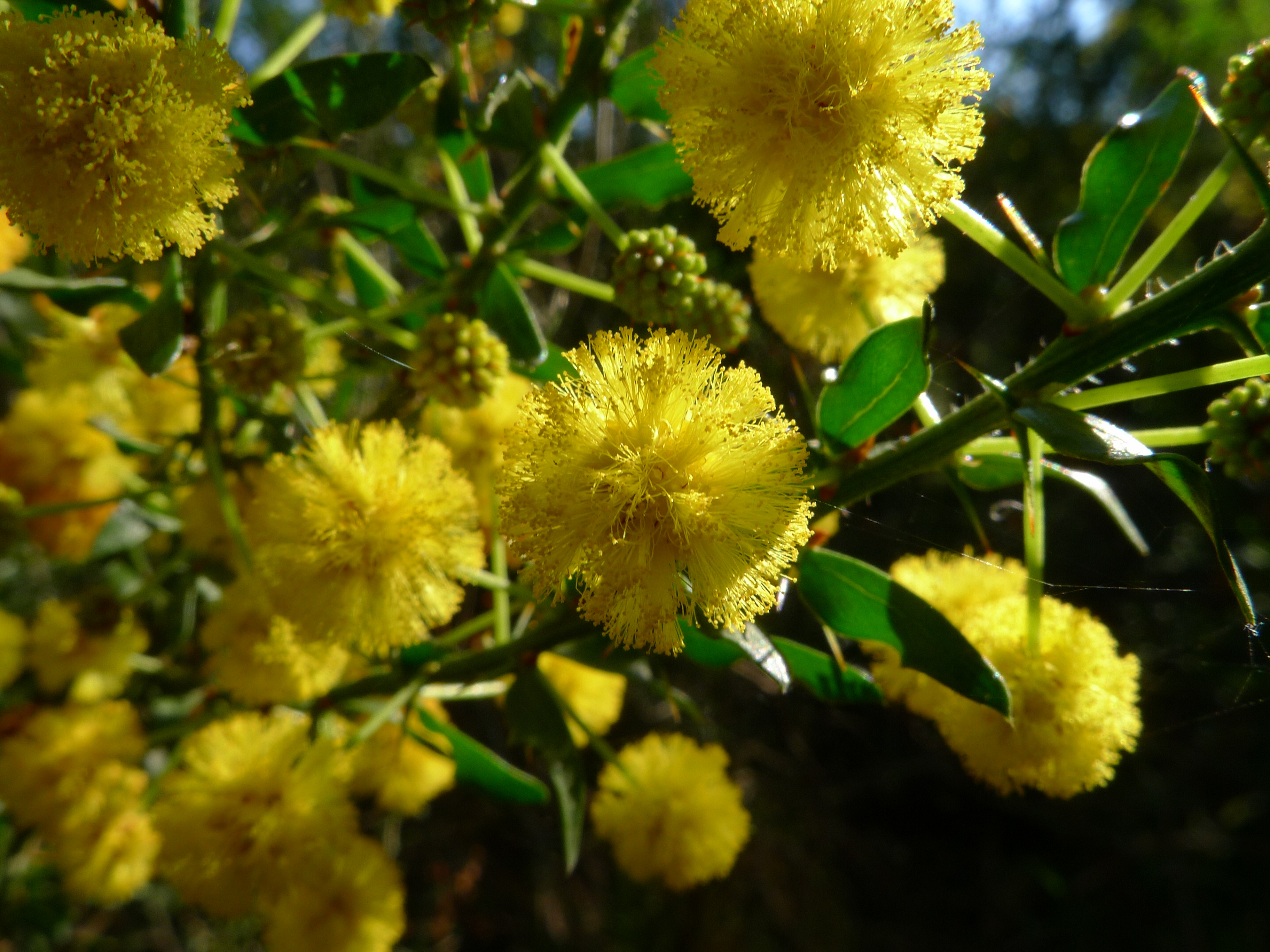

السنط المِشواك نبات في الفصيلة البقولية من جنس السنط.